# Pluszcziwka
Pluszcziwka (ukr. Плющівка) – wieś na Ukrainie, w obwodzie mikołajowskim, w rejonie basztańskim, w hromadzie Basztanka. W 2001 liczyła 734 mieszkańców.